# La Calzada (Salas)
La Calzada es una casería española de la parroquia de Villazón, perteneciente al municipio de Salas, en la comunidad autónoma de Asturias.

## Demografía
En 2023, la entidad singular de población de La Calzada tenía empadronados 4 habitantes, todos ellos en diseminado.